# مات جانينغ
مات جانينغ (بالإنجليزية: Matt Janning) مواليد 22 يونيو 1988 في ووترتاون، هو لاعب كرة سلة أمريكي. بدأ مسيرته الاحترافية في سنة 2010. يلعب مع لوكوموتيف كوبان. يحمل الرقم 12. يبلغ طوله 6 قدم 5 بوصة (2.0 م).

## المسيرة الاحترافية
لعب مع مين ريد كلوز في موسم 2010–2011، ثم لعب مع كازالي في موسم 2011–2012، ثم لعب مع منز سانا 1871 باسكت في موسم 2012–2013، ثم لعب مع سيبونا في سنة 2013، ثم لعب مع منز سانا 1871 باسكت في سنة 2014، ثم لعب مع أنادولو إفيس في موسم 2014–2015، ثم لعب مع لوكوموتيف كوبان في الدوري الروسي في سنة 2016.

## إحصائيات المسيرة

### الدوري الأوروبي
| السنة   | الفريق                       | لعب | بدأ | دقيقة | ميداني% | ثلاثية | حرة   | ارتداد | صنع | استلاب | تصدي | نقطة | أداء |
| ------- | ---------------------------- | --- | --- | ----- | ------- | ------ | ----- | ------ | --- | ------ | ---- | ---- | ---- |
| 2012–13 | منز سانا 1871 باسكت          | 21  | 14  | 19.7  | .464    | .476   | .643  | 1.7    | 1.6 | .6     | .1   | 8.4  | 6.9  |
| 2013–14 | نادي سيبونا لكرة السلة       | 13  | 0   | 21.9  | .470    | .372   | .759  | 3.0    | 2.7 | .4     | .1   | 11.4 |      |
| 2014–15 | نادي أنادولو إفيس لكرة السلة | 27  | 22  | 21.6  | .384    | .336   | .650  | 1.9    | 1.4 | .7     | .0   | 6.9  | 4.5  |
| 2015–16 | لوكوموتيف كوبان              | 14  | 0   | 21.9  | .443    | .393   | 1.000 | 1.8    | 1.4 | .4     | .1   | 8.6  | 5.6  |
| المسيرة |                              | 62  | 36  | 21.0  | .430    | .403   | .764  | 1.8    | 1.5 | .6     | .1   | 8.0  | 5.7  |

## روابط خارجية
- مات جانينغ على موقع الدوري الأوروبي لكرة السلة (الإنجليزية)
- مات جانينغ على موقع دوري كرة السلة الياباني للمحترفين (اليابانية)
- مات جانينغ على موقع سبورتس رفرنس (الإنجليزية)
- مات جانينغ على موقع الدوري الإسباني لكرة السلة (الإسبانية)
- مات جانينغ على موقع كرة السلة الأوروبية.كوم (الإنجليزية)
- مات جانينغ على موقع كلية كرة السلة في سبورتس رفرنس.كوم (الإنجليزية)
- مات جانينغ على موقع ريلجم (الإنجليزية)
- مات جانينغ على موقع بروبوليرز (الإنجليزية)
- مات جانينغ على موقع سبورتس رفرنس (الإنجليزية)
- مات جانينغ على موقع سبورتس رفرنس (الإنجليزية)